# Yuri Koroliov
Yuri Koroliov (en ruso: Юрий Николаевич Королёв; Vladímir, República Socialista Federativa Soviética de Rusia; 25 de agosto de 1962-29 de abril de 2023) fue un gimnasta artístico ruso, que compitió representado a la Unión Soviética llegando a ser campeón del mundo en nueve ocasiones desde 1981 y 1987.

## Carrera
En el Campeonato Mundial de Gimnasia Artística de 1981 en Moscú 1981, ganó tres medallas de oros: general individual —por delante de su compatriota Bogdán Mákuts y del japonés Koji Gushiken, en suelo —empatado a puntos con el chino Li Yuejiu y de nuevo por delante del japonés Koji Gushiken (bronce)— y en el concurso por equipos —por delante de Japón y China—; sus cinco compañeros de equipo eran: Artúr Akopián, Bogdan Makuts, Aleksandr Ditiatin, Aleksandr Tkachiov y Pavel Sut. Además consiguió el bronce en el ejercicio de caballo con arcos, tras el chino Xiaoping Li, el alemán oriental Michael Nikolay y empatado a puntos con el húngaro György Guczoghy.

### Mundial 1983
En el Mundial de Budapest 1983 gana oro en salto de potro, plata en concurso por equipos —por detrás de China (oro) y por delante de Japón (bronce)—; sus compañeros fueron: Vladímir Artiómov, Dmitri Bilozérchev, Aleksandr Pogorélov, Arthur Akopyan y Bogdán Mákuts.

### Mundial 1985
En el Campeonato Mundial de Gimnasia Artística de 1985 en Montreal, gana nada menos que cuatro oros: general individual, anillas, salto de potro y concurso por equipos, donde la Unión Soviética quedó por delante de China y República Democrática Alemana. Y también gana la plata en el ejercicio de suelo, por detrás del chino Fei Tong.

### Fin de la carrera
Por último, para poner fin esta exitosa carrera deportiva, en el Campeonato Mundial de Gimnasia Artística de 1987 celebrado en Róterdam (Países Bajos), consigue la medalla de plata en la general individual —tras su compañero de equipo Dmitri Bilozérchev y por delante del también compañero Vladímir Artiómov (bronce)—, el oro en anillas, y también el oro con su equipo formado, además de por él, por: Dmitri Bilozérchev, Valeri Liukin, Vladímir Artiómov, Vladímir Nóvikov y Alekséi Tíjonkij.